# Derriblocera ornata
Derriblocera ornata är en insektsart som beskrevs av Nielson 1983. Derriblocera ornata ingår i släktet Derriblocera och familjen dvärgstritar. Inga underarter finns listade i Catalogue of Life.